# مركز حكاية لتنمية المجتمع المدني
مركز حكاية لتنمية المجتمع المدني، مؤسسة أردنية غير ربحية تأسست عام 2013م على يد نخبة من الشباب الأردني الناشط في المجتمع المدني والعمل التطوعي والتمكين السياسي والثقيف الحقوقي، وبقيادة الناشط المدني عبيدة فرج الله. ويعد مركز حكاية من أبرز مؤسسات المجتمع المدني في الأردن.
يعمل المركز على تمكين مكونات المجتمع الأردني والعربي وبناء قدرات الشباب وتفعيل مشاركتهم في الحياة المدنية والسياسية، انطلاقاً من قيم المجتمع المدني المتمثلة في العدالة والمساواة والحرية والديمقراطية والحوار وتقبل الآخر وسيادة القانون.
كما يعمل المركز على تجميع طاقات الشباب واستثمارها وتقديم البدائل والمبادرات لتحقيق الإصلاح الشامل على أساس المواطنة والكفاءة وفق منهج تشاركي توافقي قيمي. بالإضافة إلى تعزيز وتنمية مفاهيم الديمقراطية وحقوق الإنسان والتنمية المستدامة، وإشاعة ثقافة حقوق الإنسان، وتعزيز المساواة ونبذ التمييز على اختلاف انواعه، وحل النزاعات دون عنف، وتعزيز مفاهيم الشفافية والإدارة الرشيدة والمساءلة الاجتماعية، وتعزيز الوعي العام بحقوق الأطفال واليافعين وقضاياهم والدفاع عنها من خلال إقامة وتنفيذ برامج تدريبية وورش تعليمية، وإقامة برامج تدريب مدربين في مختلف القضايا التي تعتني بالطفل واليافعين، والعمل على إصال صوت الطفل وقضاياه للمجتمع المحلي والدولي.
ويعمل أيضا على تقديم الخدمات الاجتماعية الأساسية والتي تشمل الصحة والتعليم وبرامج الرعاية والعناية الاجتماعية وتخفيض الفقر والتنمية المحلية الشاملة والمستدامة من خلال دعم وتنمية قدرات الأفراد والجماعات من كافة الفئات الاجتماعية وتنمية وإدارة المشاريع والأنشطة والمبادرات المجتمعية والشبابية الهادفة إلى تحسين نوعية الحياة والتكيف مع المتغيرات العالمية وذلك بالتعاون مع شركاء التنمية محلياً وعالمياً.

## خدمات المركز[4]
يقدم المركز العديد من الخدمات من أهمها:
تدريب وتوعية المجتمع بثقافة الريادة الاجتماعية والعمل التطوعي. التدريب في مجال الإعلام المجتمعي والإلكتروني. تدريب أفراد المجتمع في مجالات التنمية المستدامة الإقتصادية والإجتماعية والبيئية والصحية والثقافة والعلوم. التدريب على تنمية وإدارة الموارد البشرية. إعداد الدراسات الإجتماعية. التدريب على المهارات القيادية والإدارية لتنمية المجتمع. إدارة تمويل المشاريع الصغيرة والمتوسطة. عقد دورات تدريبية في مجالات الحلول البديلة والتطوير ورفع القدرات المؤسسية والفردية في المجتمع المدني. اعداد البرامج التدريبيه لتمكين مهارات الشباب وتأهيلهم لخدمه المجتمع المحلي. تدريب أفراد المجتمع والمؤسسات الرسمية وغير الرسمية على الحكم الديمقراطي. عقد دورات تدريبيه في مجال حقوق الانسان. عقد دورات تدريبية وبرامج تثقيفية بالمجالات الصحية والتعليمية. التدريب في مجالات التنمية المستدامة الاقتصادية والاجتماعية والبيئية والصحية والثقافية والعلمية. تقديم دورة في برنامج “النجاح في عالم متغير” بشكل دوري. تأسيس المبادرات الشبابية الهادفة. دعم الشباب الفعّال والمبادر بكافة الطرق الممكنة. إدارة المشاريع وتقيمها وتطويرها. تقديم الدعم النفسي والإجتماعي للشباب واليافعين.

## مشاريع المركز[5]
نفذ المركز العديد من المشاريع منها ما تحول إلى مبادرات ومؤسسات مستقلة ومنها ما زال ضمن إطار المركز، ومن ابرز هذه المشاريع:
- راديو النجاح
- مشروع نبادر
- شباب ديمقراطي
- النجاح في عالم متغير
- تكسي الثقافة
- شبكة الحماية المجتمعية
- جيل من أجل الإبداع
- مبادرة الصيادلة الشباب
- جيل من اجل البيئة
- قلم رصاص